# Flora Geny
Flora Geny, nome artístico de Eugênia Tortejada Jacob, (São Paulo, 19 de abril de 1929 — 22 de dezembro de 1991) foi uma atriz brasileira, pioneira na televisão do Brasil, trabalhando antes mesmo do advento do videoteipe, tomando parte da TV de Vanguarda, programa exibido TV Tupi.

## Início
Flora Geny era a filha mais jovem de uma família numerosa. Seus pais, Francisco Tortejada e Maria Llaret Tortejada, imigraram de Barcelona, chegando ao Brasil na década de 1920. Passou toda sua infância em Vila Mazzei, no bairro do Tucuruvi e desde menina revelou pendores para as artes, gostando muito de cantar. De fato, foi como cantora que ela iniciou sua carreira artística, chegando a trabalhar como crooner de orquestras animando bailes carnavalescos.

## Carreira
Mas logo ela descobriu que sua verdadeira vocação era a interpretação, passando a trabalhar em rádios teatros.
E quando a TV Tupi deu início as suas transmissões, integrou o elenco daquela emissora, realizando diversos trabalhos como atriz e também adaptando textos. Entre suas participações mais importantes estão Olhos mortos de sono, de Tchecov, e Ralé de Máximo Gorki, ambos adaptados para o TV de Vanguarda. Também fez o papel de Scherazade, em  Mil e Uma Noites.
Em meados da década de 1960, Flora saiu da TV Tupi e foi para a Excelsior. Ali conheceu grandes momentos como atriz. Trabalhou na telenovela Redenção, a mais longa da televisão brasileira, e estrelou a telenovela A outra face de Anita, de Ivani Ribeiro, uma das telenovelas mais populares de seu tempo.
Também fez a marcante vilã da primeira versão de A grande viagem, da mesma autora, dirigida por Walter Avancini, com Regina Duarte.
Ao final dos anos 60, Flora era uma das atrizes mais populares da televisão brasileira.
Flora trabalhou na Rede Globo, em A Patota (1972/73); 1975 na telenovela Gabriela onde interpretou a beata Florzinha dos Reis. Em 1979, fez a Ivone da novela "Os Gigantes"  Em 1983, interpretou Gema, mãe das protagonistas da novela Pão Pão, Beijo Beijo, Luiza (Maria Cláudia) e Bruna (Elizabeth Savalla).

## Vida pessoal
Flora Geny foi casada com o ator Dionísio Azevedo (nome artístico de Taufic Jacob), de 1950 até seu falecimento, em 1991.

##### Perda do filho
Em 1969, com o falecimento do seu filho caçula Noel Marcos Jacob, Flora retirou-se por um longo tempo da vida artística, passando a dedicar-se à sua família, à religiosidade e a trabalhos sociais. Voltou a atuar esporadicamente. Atuou no filme O Menino Arco-Íris - A Infância de Jesus Cristo (1979/1980), fez uma participação na telenovela Os Imigrantes (TV Bandeirantes, 1981) e Pão Pão, Beijo Beijo, (TV Globo, 1983). Também atuou na peça Gata em teto de zinco quente, (1978) de Tennessee Williams, e Vampíria, (1987), escrita por seu filho Dionísio Jacob.

## Filmografia

### Cinema
| Ano  | Título                                          | Personagem             |
| ---- | ----------------------------------------------- | ---------------------- |
| 1949 | Quase no Céu                                    | Moça na igreja         |
| 1958 | Chão Bruto                                      | Sinhanha               |
| 1961 | A Moça do Quarto 13                             | —                      |
| 1966 | O Anjo Assassino                                | Anita                  |
| 1972 | Independência ou Morte                          | Marquesa de Itaguay    |
| 1973 | Obsessão                                        | —                      |
| 1974 | Sedução                                         | Anselina               |
| 1975 | Cada Um Dá o Que Tem                            | Lili                   |
| 1975 | O Dia em que o Santo Pecou                      | Quitéria               |
| 1976 | A Noite das Fêmeas                              | —                      |
| 1979 | O Guarani                                       | Laureana               |
| 1980 | O Menino Arco-Íris - A Infância de Jesus Cristo | Mãe do menino Barrabás |

### Televisão
| Ano  | Título                   | Personagem                          | Notas                            | Emissora          |
| ---- | ------------------------ | ----------------------------------- | -------------------------------- | ----------------- |
| 1952 | Rosas para o Meu Amor    | —                                   |                                  | TV Cultura        |
| 1952 | TV de Vanguarda          | Desdêmona                           | Episódio: "Otelo"                | Rede Tupi         |
| 1953 | TV de Vanguarda          | Ofélia                              | Episódio: "Hamlet"               | Rede Tupi         |
| 1954 | Sangue na Terra          | Ester                               |                                  | Rede Tupi         |
| 1955 | Engenho das Almas        | —                                   |                                  | Rede Tupi         |
| 1956 | Aponte os Culpados       | —                                   |                                  | Rede Tupi         |
| 1957 | Os Três Mosqueteiros     | Ana                                 |                                  | Rede Tupi         |
| 1958 | Suspeita                 | —                                   |                                  | Rede Tupi         |
| 1959 | Grande Teatro Tupi       | Vários personagens                  | 2 episódios                      | Rede Tupi         |
| 1959 | O Jardim Encantado       | Ahya                                |                                  | Rede Tupi         |
| 1959 | TV de Vanguarda          | —                                   | Episódio: "O Discípulo do Diabo" | Rede Tupi         |
| 1963 | Corações em Conflito     | Teresa                              |                                  | TV Excelsior      |
| 1964 | A Outra Face de Anita    | Anita                               |                                  | TV Excelsior      |
| 1964 | As Solteiras             | Carmem                              |                                  | TV Excelsior      |
| 1964 | A Moça Que Veio de Longe | Teresa                              |                                  | TV Excelsior      |
| 1965 | Aquele Que Deve Voltar   | Vera                                |                                  | TV Excelsior      |
| 1965 | A Grande Viagem          | Iolanda                             |                                  | TV Excelsior      |
| 1966 | Redenção                 | Sílvia                              |                                  | TV Excelsior      |
| 1966 | Ninguém Crê em Mim       | Paula                               |                                  | TV Excelsior      |
| 1967 | O Tempo e o Vento        | Maria Valéria                       |                                  | TV Excelsior      |
| 1967 | Os Fantoches             | Nazaré                              |                                  | TV Excelsior      |
| 1968 | O Direito dos Filhos     | Norma                               |                                  | TV Excelsior      |
| 1969 | A Menina do Veleiro Azul | Letícia                             |                                  | TV Excelsior      |
| 1970 | Tilim                    | Lídia                               |                                  | Rede Record       |
| 1971 | Editora Mayo, Bom Dia    | Helena                              |                                  | Rede Record       |
| 1971 | Meu Pedacinho de Chão    | Romaria                             |                                  | Rede Globo        |
| 1972 | O Príncipe e o Mendigo   | Miss Canty                          |                                  | Rede Record       |
| 1972 | A Patota                 | Dona Aurélia                        |                                  | Rede Globo        |
| 1977 | Um Sol Maior             | Maria de Lourdes                    |                                  | Rede Tupi         |
| 1979 | Os Gigantes              | Ivone                               |                                  | Rede Globo        |
| 1980 | Pé de Vento              | Leila                               |                                  | Rede Bandeirantes |
| 1981 | Os Imigrantes            | Rosita                              |                                  | Rede Bandeirantes |
| 1983 | Sabor de Mel             | Leila                               |                                  | Rede Bandeirantes |
| 1983 | Pão-Pão, Beijo-Beijo     | Gelsomina Giunchetti Malzoni (Gema) |                                  | Rede Globo        |
| 1990 | Pantanal                 | Ana                                 | Participação Especial            | TV Manchete       |

## Teatro
- 1982 - Os Filhos do Silêncio
- 1987 - Vampíria
- 1989 - De Repente, no Último Verão